# Bruno Ruade
Bruno Ruade, né Philibert de Ruade (1579?-1645), est un moine chartreux de Paris qui fut nommé évêque de Couserans au XVIIe siècle. 

## Biographie
Philibert Ruade de son nom de naissance est originaire de la région de Turenne dans le Limousin. On ignore le nom de sa mère, mais son père Gabriel semble être monté à Paris dans la décennie 1570 pour service dans l'artillerie royale où il naît à une date inconnue. Il fait des études de droit à l'université de Paris où il obtient une licence en droit canon en 1607 complétée par un doctorat en théologie à Rome en 1608.
Il devient alors notaire pontifical et il est sans doute ordonné prêtre à cette époque. Brusquement, il revient en France et entre à la chartreuse de Paris en 1610 où il professe sous le nom de Bruno. Il demeure à Paris et il est choisi le 31 mai 1622 par Louis XIII pour être évêque de Couserans. Avec la permission du prieur général de l'Ordre, il accepte la charge le 7 juin 1623 et reçoit, le 10 mars 1624, la consécration épiscopale de son prédécesseur Octave de Saint-Lary de Bellegarde devenu archevêque de Sens. Il participe à l'assemblée du clergé tenue à Fontenay-le-Comte en 1628.
Les bénéficiers de son chapitre n'acceptent pas les réformes et le retour à la discipline ecclésiastique à laquelle Bruno Ruade s'efforce de les ramener. Ils lui suscitent de longs et de graves embarras. Bruno Ruade restera évêque de Couserans jusqu'en 1641. Il se retire alors à la chartreuse de Toulouse où il meurt en 1645 et y est inhumé.